# Jean Paul Cyrus Colomb
Pour les articles homonymes, voir Colomb.
Jean Paul Cyrus Colomb, né le 8 avril 1782 à Gap (Hautes-Alpes) et mort le 19 juillet 1835 dans la même ville, est un homme politique français.

## Biographie
Fils de Joseph-Paul et de Julie-Catherine de Taxis, il devint Procureur du roi à Marseille, puis avocat général à Paris, il fut député des Hautes-Alpes de 1815 à 1816 et de 1822 à 1831, siégeant d'abord avec les libéraux, puis se ralliant aux ministères de la Restauration. Il vota contre l'adresse des 221.

## Pour approfondir